# Artiguismo

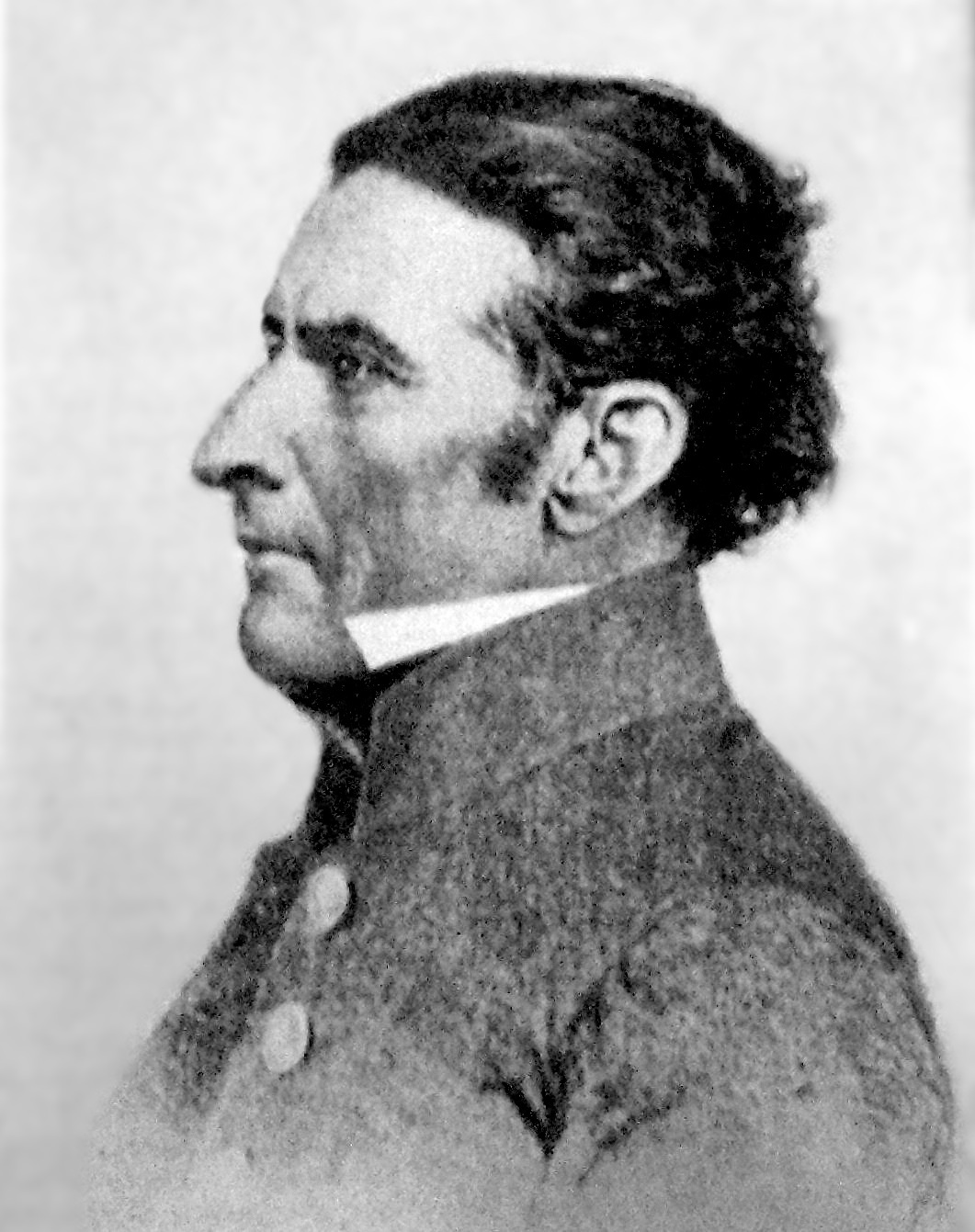
Retrato de José Gervasio Artigas.

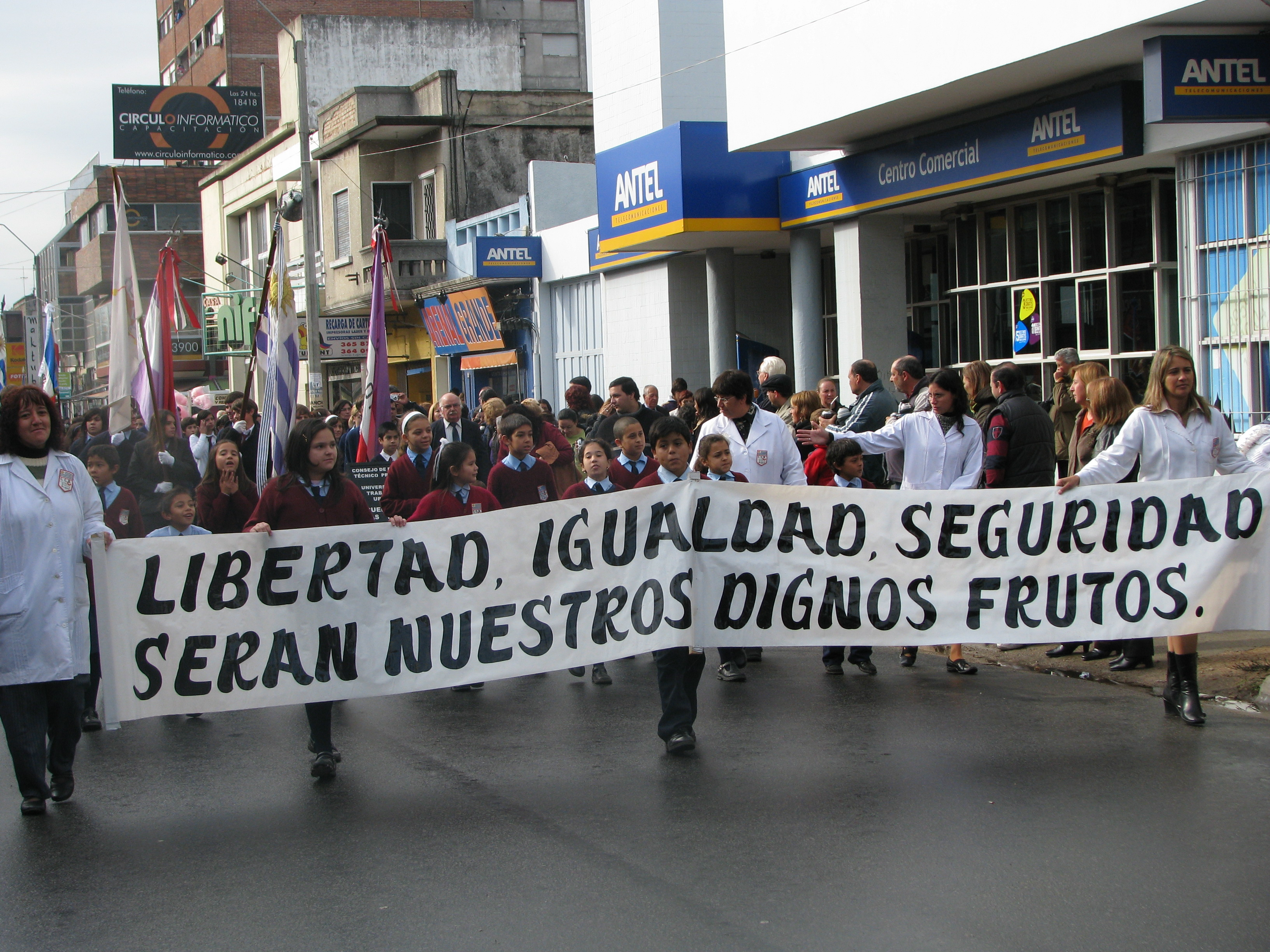
Escolares de Uruguay llevando un pasacalle con una frase de José Gervasio Artigas, en el marco del 198.º Aniversario de la Batalla de Las Piedras en esa localidad. 18 de mayo de 2009

Se conoce como artiguismo al conjunto de ideas políticas, económicas y sociales de José Gervasio Artigas, principal líder de la Revolución Oriental llevada a cabo en la Provincia Oriental de las Provincias Unidas del Río de la Plata, de la cual la actual República Oriental del Uruguay es continuadora.